# Joana Barradas
Joana Barradas (Setúbal, 7 de Junho de 1991) é uma atriz portuguesa. Começou com 11 anos na novela da "Tudo Por Amor" TVI. Depois participou na série juvenil "O Bando dos quatro" baseada na obra do mesmo nome. Ficou mais conhecida pela sua participação nos "Morangos com Açúcar".

## Televisão[1]
- 2002/2003 - Susy, em Tudo Por Amor, TVI / Elenco Principal
- 2006 - Catarina, em O Bando dos Quatro, TVI / Protagonista
- 2009 - Catarina Vilar, em Dias Felizes, TVI / Elenco Principal
- 2010 - Nina, em Morangos com Açúcar (7ª série) - Vive o teu Verão, TVI / Elenco Principal
- 2011 - Petra, em Laços de Sangue, SIC / Elenco Adicional
- 2012 - Andreia, em Remédio Santo, TVI / Elenco Adicional
- 2012 - Nonô, em Dancin' Days, SIC / Elenco Principal
- 2013 - Júlia, em Os Filhos do Rock, RTP1 / Elenco Principal
- 2014 - Lídia, em Belmonte, TVI / Elenco Adicional
- 2014 - Vanessa, em Mar Salgado (telenovela), SIC / Participação Especial
- 2018 - Cátia, em Onde Está Elisa?, TVI / Participação Especial

## Teatro
- Morangos ao Vivo nos Coliseus de Lisboa e do Porto

## Filmografia
- 2014 - Os Gatos não Têm Vertigens
- 2017 - O Fim da Inocência

## Música
- 2010 - CD MCA - Vive o Teu Verão